# 小椴
小椴（1973年—），本名李氘，原籍湖北，出生于黑龙江省齐齐哈尔市。中国当代武侠小说作家，大陆新武侠代表作家之一，被人称为“金古黄梁温下的椴”。2001年开始创作武侠小说。

## 主要作品

### 长篇小说
- 《杯雪》（原名《乱世英雄传》）
- 《洛阳女儿行》
- 《长安古意》
- 《脂剑奇僧录》
- 《开唐》系列
  - 《开唐·教坊》
  - 《开唐·剑器》
  - 《开唐·王孙》
  - 《开唐·海市》（番外）
- 《裂国·大王图》

### 中篇小说
- 《魔瞳》
- 《络绎·借红灯》
- 《大宋宣和遗事》系列
- 《青丝井的传说》
- 《美人刺》
- 《隙中驹》
- 《弓萧缘》
- 《尘镜蛛奁》
- 《龙城》
- 《教坊之开唐》

## 人物评价
- 极高明而道中庸，极远大而致精微。小椴是一位真正的宗师，他随手拈来的文笔，早已融会贯通了各家各派，相互契同通情，所以，小椴可以自立为“椴派”。[2]——温瑞安
- 从被《杯雪》雨驿中共倾金荷的那一剑打动，到《刺》的惨烈，《长安古意》的苍莽，《洛阳》的深艳……种种令我目不暇接。然后，不得不掩卷叹息那是怎样一个天才——在同一时代的这批写手中，他孤身超出了我们其他人甚远。[3]——沧月